# Bašská deska

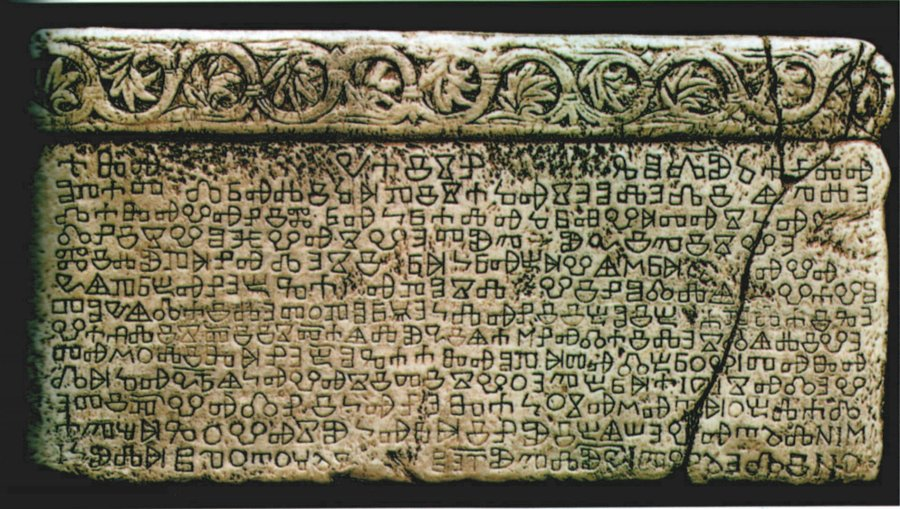
Bašská deska

Deska z Bašky, nebo bašská deska či bašská tabulka (chorvatsky Bašćanska ploča) je významný archeologický nález a nejstarší písemná památka v Chorvatsku. Jde o dva metry dlouhou a metr širokou (199 x 99,5 cm) vápencovou desku s vyrytým třináctiřádkovým nápisem v hlaholici (její specifické chorvatské úpravě, tzv. chorvatské recenzi), jež vznikla někdy okolo roku 1100. Tloušťka vápence je 7-9 cm. Deska váží přibližně 800 kilogramů. Horní část desky nese dekor se vzorem vinných úponků. Byla objevena v roce 1851 ve vsi Jurandvor u obce Baška na chorvatském ostrově Krk při dláždění kostela sv. Lucie, a to místním duchovním Petarem Dorčićem. Předpokládá se, že deska byla původně instalována jako předěl mezi oltářem a zbytkem kostela, později byla zapuštěna do podlahy, takže chodící bohužel ošoupali mnohé části textu k nepoznání. Od roku 1934 je deska uložena v Chorvatské akademii věd a umění v Záhřebu, v kostele je k vidění replika. Od roku 2011 je replika k vidění také ve vestibulu Národní a univerzitní knihovny v Záhřebu. Desku i nápisy rekonstruoval chorvatský archeolog Branko Fučić, jeho rekonstrukce a interpretace textu je dodnes nejuznávanější. Text mluví o donaci pozemku králem Zvonimirem benediktinskému opatství v časech jistého opata Držihy. Druhá polovina nápisu vypráví, jak opat Dobrovit postavil kostel spolu s devíti mnichy. Typ minulého času užitý v první větě naznačuje, že text byl vytvořen až po smrti krále Zvonimira v roce 1089, což hodně napomohlo s datací. Stejně jako zmínka o lokálním vůdci Kosmovi, jež naznačuje, že text byl psán před benátskou vládou, která započala roku 1116. Tato data tedy vymezují pravděpodobnou dobu vzniku artefaktu.

## Rekonstrukce textu
Text byl rekonstruován v této podobě (pomlčky naznačují úseky, které se nepodařilo rekonstruovat ani odhadnout):
ⰰⰸⱏ–––––ⱌⰰⱄⰻⱀⰰ––ⱅⰰⰳⱁⰴⱆⱈⰰⰰⰸⱏ
ⱁⱂⰰⱅ–ⰴⱃⱏⰶⰻⱈⱝⱂⰻⱄⰰⱈⱏⱄⰵⱁⰾⰵⰴⰻⱑⱓⰶⰵ
ⰴⰰⰸⱏⰲⱏⱀⰻⰿⱃⱏⰽⱃⰰⰾⱏⱈⱃⱏⰲⱝⱅⱏⱄⰽⱏ–––
ⰴⱀⰻⱄⰲⱁⱗⰲⱏⱄⰲⰵⱅⱆⱓⰾⱆⱌⰻⱓⰻⱄⰲⰵ––
ⰿⰻⰶⱆⱂⱝⱀⱏⰴⰵⱄⰻ–ⱃⱝⰽⱃⱏⰱⱝⰲⱑⰿⱃⱝ–––ⱏⰲⱏ––
ⱌⱑⱂⱃⰱⱏⱀⰵⰱⰳⰰ–ⱏⱂⱁⱄⰾ–ⰲⰻⱀⱁⰴⰾⱑ––ⰲⰰⰲⱁ
ⱅⱁⱌⱑⰴⰰⰻⰶⰵⱅⱉⱂⱁⱃⱒⰵⰽⰾⱏⱀⰻⰻⰱⱁⰻⰱ–ⰰⱂⰾⰰⰻⰳⰵ
ⰲⰰⰼⰾⰻⱄⱅ҃ⰻⰻⱄⱅ҃ⰰⱑⰾⱆⱌⰻⱑⰰⱞⱀⱏⰴⰰⰻⰾⰵⱄⰴⱑⰶⰻⰲⰵ
ⱅⱏⱞⱉⰾⰻⰸⱝⱀⰵⰱ҃ⱁⰳⰰⰰⰸⱏⱁⱂⱝⱅⱏⰴⰱⱃⱉⰲⱜⱅⱏⰸⱏ
ⰴⱝⱈⱏⱌⱃ꙯ⱑⰽⱏⰲⱏⱄⰻⱅⰻⱄⰲⱉⰵⱓⰱⱃⱝⰰⱜⱓⱄⱏⰴⰵⰲ
ⰵⱅⰻⱓⰲⱏⰴⱀⰻⰽⱏⱀⰵⰸⰰⰽⱉⱄⱏⱞⱏⱅⱝⱉⰱⰾⰰⰴ
ⰰⱓⱋⱝⰳⱉⰲⱏⱄⱆⰽⱏⱃⱝⰻⱀⱆⰻⰱⱑⱎⰵⰲⱏⱅⱏⰾNⱜⱞ
ⱜⰽⱆⰾⱝⰲⱏⱉтⱉⱒⱍ–––ⰲⰵт꙯ⱆⱓⰾⱆⱌ꙯ⱜⱓⰲⱏⰵⰴⰻNⱉ

### Převod do latinky
Azъ [vъ ime ot]ca i s(i)na [i s](ve)tago duha azъ opat[ъ] Držiha pisahъ se o ledi[n]e juže da Zъvъnim[i]rъ kralъ hrъvatъskъ[ï] [vъ] dni svoję vъ svetuju [L]uciju i s[vedo]mi županъ Desi[m]ra Krъ[b]avě Mra[tin]ъ vъ (li)cě Pr(i)bъnebga [s]ъ posl[ъ] Vin[od](o)lě [Ěk](o)vъ v(ъ) Otocě da iže to poreče klъni i bo(g) i bï(=12) ap(osto)la i g(=4) eva(n)j(e)listi i s(ve)taě Luciě am(e)nъ da iže sdě živetъ moli za ne boga azъ opatъ D(o)brovitъ zъdah crěkъvъ siju i svoeju bratiju sъ devetiju vъ dni kъneza kosъmъta obladajućago vъsu Kъrainu i běše vъ tъ dni Mikula vъ Otočъci [sъ S]vetuju Luciju vъ edino.

### Volný český překlad
Ve jménu Otce i Syna i Ducha svatého byl to opat Držiha, kdo psal o zemi, kterou Zvonimir, chorvatský král, daroval ve svých dnech svaté Lucii. A svědky [byli] župan Desimir v Krbavě, Martin v Lice, Piribineg ve Vinodole a Jakov na Otoku. Kdo to popírá, ať je proklet Bohem a dvanácti apoštoly a čtyřmi evangelisty a svatou Lucií. Amen. Kéž se za ně k Bohu modlí ten, kdo zde žije. Já, opat Dobrovit, jsem postavil tento kostel s devíti svými bratry v dobách hraběte Kosmy, který vládl celé provincii. A v těch dnech byla [farnost sv.] Mikuláše v Otočacu spojena s [farností] sv. Lucie.
Nejistá je hlavně úvodní věta, podle některých značí "já jsem opat Držiha", což ale popírá další text. Překládá se tedy obvykle "byl to opat Držiha". Podle jiných výkladů ovšem Azъ neznačí Já, ale označuje rok, byť se odborníci nemohou shodnout který. Navrženy byly varianty 1100, 1077, 1079, 1105 a 1120.